# シアター・ナイトメア
『シアター・ナイトメア』（原題：The Last Showing）は、2014年のイギリスのスリラー映画。

## あらすじ
映写技師のスチュアートは、映画のデジタル化に伴い、映画館の売店に異動させられる。年下の映画館支配人であるクライヴから馬鹿にされる日々を送っていたスチュアートは、レイトショーに鑑賞しにきたカップルを使ってスリラー映画を撮影する計画を実行する。

## スタッフ
- 監督：フィル・ホースキンス
- 脚本：フィル・ホースキンス
- 製作：フィル・ホースキンス、アレクサンドラ・バランスカ、ソフィー・カウリング、サイモン・クロウ
- 音楽：リチャード・ボジャーズ
- 撮影：エド・ムーア
- 編集：ポール・グリフィス・デイビス
- 衣装：ジェリ・スペンサー
- 美術：スティーブン・グラハム
- キャスティング：ロス・ハバード、マーティン・ウェア

## キャスト
| 役名           | 俳優 | 日本語吹替     |
| -------------- | --- | -------------- |
| スチュアート   | ロバート・イングランド | 多田野曜平     |
| マーティン     | フィン・ジョーンズ | 中嶋将平       |
| アリー         | エミリー・バーリントン | あんどうさくら |
| コリンズ       | キース・アレン |                |
| クライヴ       | マラチ・カーヴィ |                |
| ジェイミー     | クリス・ギア | 間宮智明       |
| アンソニー     | ジョン・ウェイバー |                |
| 映画館スタッフ | セレナ・ライアン |                |
| パパラッチ     | ブルックリン・ベイカー |                |
| 警察官         | スティーブ・ギャリー ニック・トーマス・ウェブスター アリステア・マクナブ ニック・ピアース ポール・ブラックウェル アンドリュー・バーフォード アンソニー・ファレリー リー・パルマー |                |